# Anna Wing
Anna Wing (Hackney, 30 ottobre 1914 – Hackney, 7 luglio 2013) è stata un'attrice britannica.

## Filmografia parziale

### Cinema
- Casa di bambola (A Doll's House), regia di Joseph Losey (1973)
- I 14 della Bond Street (The 14), regia di David Hemmings (1973)
- Providence, regia di Alain Resnais (1977)
- Demonio dalla faccia d'angelo (Full Circle), regia di Richard Loncraine (1977)
- Il cagnaccio dei Baskervilles (The Hound of the Baskervilles), regia di Paul Morrissey (1978)
- The Godsend, regia di Gabrielle Beaumont (1980)
- Xtro, attacco alla Terra (Xtro), regia di Harry Bromley Davenport (1982)
- L'ambizione di James Penfield (The Ploughman's Lunch), regia di Richard Eyre (1983)
- Det bli'r i familien, regia di Susanne Bier (1993)
- Tooth, regia di Edouard Nammour (2004)
- Son of Rambow - Il figlio di Rambo (Son of Rambow), regia di Garth Jennings (2007)

### Televisione
- Soldier, Soldier - film TV (1960)
- BBC Sunday-Night Play - serie TV, 3 episodi (1962-1963)
- ITV Play of the Week - serie TV, 4 episodi (1959-1966)
- Z Cars - serie TV, 4 episodi (1962-1974)
- Funzionario nudo (The Naked Civil Servant) - film TV (1975)
- Anna Karenina - miniserie TV, 4 episodi (1977)
- Maggie and Her - serie TV, 3 episodi (1978-1979)
- EastEnders - serie TV, 233 episodi (1985-1988)